# Iván Vladislav
Iván Vladislav o Juan Vladislav (en búlgaro: Иван Владислав) gobernó como zar (emperador) de Bulgaria desde agosto o septiembre de 1015 hasta febrero de 1018. Se desconoce el año de su nacimiento; probablemente nació en la década de 970-980.
Salvado de la muerte por su primo Gabriel Radomir, Iván lo asesinó en octubre de 1015 y se apoderó del trono búlgaro. Debido a la situación desesperada del país después de una década de guerras con el Imperio bizantino y en un esfuerzo por consolidar su posición, intentó negociar una tregua con el emperador bizantino Basilio II. Después del fracaso de las negociaciones continuó la resistencia para expulsar a los bizantinos de su territorio, si bien no tuvo éxito. Durante su período de gobierno, trató de fortalecer al ejército búlgaro reconstruyendo muchas fortalezas e incluso llevó a cabo una contraofensiva pero murió en la batalla de Dirraquio en 1018. Después de su muerte su viuda, la emperatriz María, el patriarca y la mayor parte de la nobleza finalmente se rindieron ante Basilio II, que suprimió rápidamente los últimos vestigios de la resistencia y provocó el final del Primer Imperio búlgaro.
Iván Vladislav dejó una herencia mixta variando desde la reputación de un despiadado asesino a un héroe que defendió su país lo mejor que pudo. Sus descendientes entraron en la nobleza bizantina y ascendieron a los más altos rangos de la jerarquía. Dos mujeres de su familia se convirtieron en emperatrices del Imperio bizantino y otros se convirtieron en comandantes militares o funcionarios de alto rango. Iván fue el antepasado del emperador bizantino Juan II Comneno.

## Antes de ascender al trono

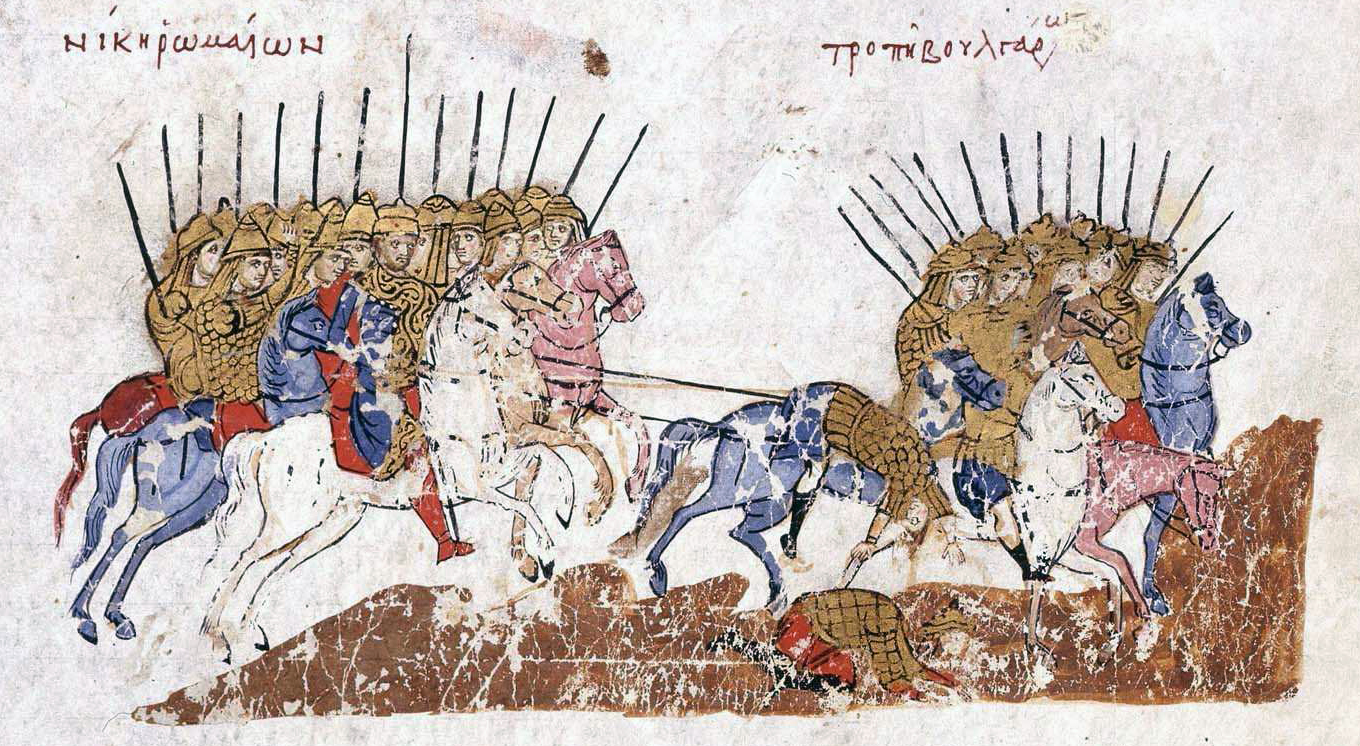
Una victoria bizantina sobre los búlgaros. Después de 1001, Basilio II lanzó campañas anuales en territorio búlgaro y logró cambiar el curso de la guerra. Cuando Iván Vladislav ascendió al trono, muchas fortalezas búlgaras ya habían sido conquistadas por la fuerza o entregadas por los nobles traidores a los bizantinos. Madrid Skylitzes.

Iván Vladislav era el hijo de Aarón, el hermano del emperador Samuel de la dinastía Cometopulo. En 976 o 987 Samuel ordenó la ejecución de su hermano por traición junto con toda su familia cerca de Razmetanitsa. Iván fue el único sobreviviente ya que fue salvado por intercesión de su primo, el hijo del zar, Gabriel Radomir. Su vida durante las décadas siguientes y hasta su ascenso al trono es desconocida.

### Ascenso al poder
Hacia 1015, Bulgaria estuvo envuelta en una guerra de casi treinta años con el Imperio bizantino, y Radomir sucedió a Samuel, que murió el 6 de octubre de 1014 después de la batalla de Clidio. Sin embargo, desde el principio la posición de Radomir era insegura: Iván, como hijo del mayor de los hermanos Cometopulo, podría reclamar su pretensión al trono basándose en su parentesco con los anteriores gobernantes. Durante esa época, el emperador bizantino Basilio II estaba haciendo una campaña en el interior del territorio búlgaro. Volvió a reconquistar la ciudad de Vodena (Édessa) y sitió la fortaleza de Moglena. El emperador búlgaro no tenía fuerzas suficientes, no pudo intervenir, y solo observó el curso de los acontecimientos desde el cercano lago Ostrovo.
Su incapacidad para hacer frente a la amenaza bizantina suscitó el descontento entre la nobleza e Iván se convirtió en su líder elegido. La caída de Moglena selló el destino de Radomir a finales del verano de 1015 ya que, mientras cazaba cerca de Ostrovo (Arnissa) fue asesinado por su primo, probablemente a instancias de agentes bizantinos. Posteriormente el asesino se apoderó del trono búlgaro y tomó medidas para asegurar su posición y defenderse contra posibles rivales.

## Zar de Bulgaria

### Primeros meses
Después de asumir el trono, inmediatamente envió una delegación al emperador bizantino, que llegó cinco días después de la caída de Moglena. En su carta notificó al emperador bizantino que había asesinado personalmente a Radomir por lo que ostentaba el poder en el país y prometió profunda humildad y obediencia, un acto de sumisión que algunos miembros de la nobleza apoyaron. Sin embargo, después de que Iván asegurase firmemente su dominio sobre el trono, declaró estar abiertamente en contra de cualquier tipo de compromiso con los bizantinos y rápidamente comenzó a seguir la política de sus predecesores contra la conquista bizantina en curso. Basilio II comprendió más adelante que la carta era una farsa y planeó su venganza, sobornó al kavján Teodoro, que estaba prisionero de los bizantinos, para asesinar al gobernante búlgaro. Teodoro a su vez pagó a un hombre de confianza del emperador para cometer el asesinato, sin embargo, el asesino término matando al propio Teodoro. Mientras tanto Basilio II continuó su marcha, obligando al emperador búlgaro a retirarse a las montañas albanesas, y avanzó hacia el corazón del Estado búlgaro.
Los bizantinos tomaron la capital, Ocrida, y quemaron los palacios imperiales; sin embargo, llegaron noticias de que Iván había puesto sitio a Dirraquio y que en el sur el general búlgaro Ivats había derrotado a la retaguardia del ejército bizantino cerca de Bitola. Con sus rutas de suministro cortadas, el emperador bizantino tuvo que retirarse a Tesalónica dejando una pequeña guarnición en Ocrida, que fue rápidamente diezmada por los búlgaros. De regreso a su base en Mosinópolis, Basilio dividió el ejército bizantino para hostigar las zonas de Strumica y Sofía. En enero de 1016 el emperador bizantino volvió a Constantinopla.

### Consolidación

Mapa de Bulgaria a principios del reinado de Iván Vladislav (c. 1014).

Mientras tanto, Iván consolidó sus posiciones en las montañas de Albania y Macedonia. A principios de octubre de 1015 comenzó la reconstrucción de muchas fortalezas destruidas durante la guerra, incluso la fortaleza de Bitola, como se atestigua en la inscripción de Bitola. En 1016 invitó a su vasallo Jovan Vladimir, príncipe serbio de Doclea, que estaba casado con Teodora Kosara, una pariente de Radomir al que el propio Iván había asesinado, a visitar su corte. El zar probablemente pretendía detener al príncipe para asegurar su flanco occidental. El príncipe estaba decidido a asistir a la invitación del zar, pero su esposa no confiaba en el asesino de su pariente y temiendo por la vida de su marido lo convenció de no ir.
Iván, sin embargo, prometió no poner en peligro la vida de su vasallo y le envió una cruz de oro como prueba de buena voluntad. Jovan todavía dudaba diciendo que Dios fue clavado a una cruz de madera y no de oro, pero Iván repitió su promesa y le dio una garantía de salvoconducto, también garantizada por el patriarca búlgaro David. Finalmente Jovan viajó a la corte del zar búlgaro en Prespa pero a su llegada, el 22 de mayo, fue decapitado inmediatamente e Iván se negó a permitir que el cuerpo fuese enterrado. Solo después de que hubieron sido relatados una serie de acontecimientos milagrosos relacionados con el cadáver del príncipe Jovan, Vladislav permitió devolver el cuerpo a su esposa.
En la primavera de 1016, Basilio II condujo a sus ejércitos a lo largo del valle del Estrimón y sitió la gran fortaleza de Pernik. La defensa del baluarte fue encabezada por el comandante búlgaro Krakra, que permaneció leal a la causa búlgara. Como todos los intentos anteriores contra Pernik, el asedio de 88 días fue un fracaso y costó a los bizantinos muchas bajas antes de que se viesen obligados a retirarse al sur y reagruparse en Mosinópolis.

### Enfrentamientos en 1017
En los primeros días de 1017 el emperador bizantino Basilio II, renovó sus campañas. Envió a los generales bizantinos David Arianita y Constantino Diógenes a realizar saqueos en el territorio situado a lo largo del río Vardar y capturó el castillo de Longos. A continuación marchó hacia el sur y sitió Kastoriá. En los muros de la ciudad Basilio II recibió un mensaje de Tzitzício, el estratego bizantino de Dorostolon (Silistra), de que Vladislav había enviado a Krakra para negociar la ayuda de los pechenegos, pueblo seminómada de las estepas de Asia Central que estaban cruzando el Danubio. El emperador bizantino abandonó de inmediato el asedio y avanzó hacia el norte pero en las cercanías del lago Ostrovo se enteró de que los pechenegos no estaban dispuestos a correr el riesgo de la guerra.
De regreso al sur Basilio capturó Setina, donde Samuel [el zar búlgaro fallecido en 1014] tenía un palacio, y se apoderó de una gran cantidad de provisiones que estaban almacenadas en la ciudad. Vladislav, que estaba siguiendo de cerca los movimientos bizantinos, emboscó a las tropas que estaban bajo el mando de Constantino Diógenes, que habrían perecido si no hubiese llegado Basilio a socorrerlos. Según Juan Escilitzes, historiador bizantino de la segunda mitad del siglo xi, el emperador cargó solo frente a su ejército para rescatar a Diógenes. Cuando los búlgaros lo vieron, gritaron «Corred, el emperador» (en griego: Βεγεῖτε Τσαῖσαρ) y se retiraron en pánico. Contentos de la victoria en Setina, los bizantinos se fueron a Edesa y de allí regresaron a Constantinopla.

### Muerte

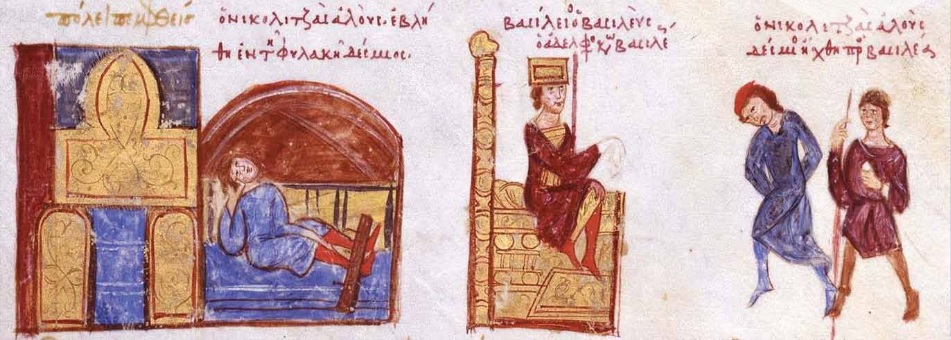
La captura de Nikulitsa por los bizantinos. La muerte de Iván Vladislav fue un golpe a la resistencia búlgara. Solamente unos pocos nobles siguieron luchando contra los bizantinos, como Ivats y Nikulitsa.

A principios de 1018 Iván Vladislav sitió Dirraquio, pero en febrero fue asesinado bajo las murallas de la ciudad. Los relatos de su muerte son contradictorios. Según algunos, fue víctima de un complot y asesinado por sus siervos; según otros, pereció en la batalla. Las incorporaciones búlgaras a la Crónica de Juan Escilitzes [historiador bizantino] son más detalladas, diciendo que Iván Vladislav se batió en duelo con el estratego de Dirraquio, el patricio bizantino Nicetas Pegonita, a caballo y, mientras combatían, dos soldados de infantería bizantinos corrieron hacia al zar y lo hirieron mortalmente en el vientre. Posteriormente un historiador bizantino afirmó que el duelo fue justo y que Pegonita apuñaló a Iván Vladislav en el pecho con su lanza matándolo instantáneamente. La Crónica del Preste de Doclea relata una historia totalmente diferente: mientras estaban comiendo en su campamento, el zar fue atacado por un soldado desconocido, en el cual parecía haber reconocido al asesino de Jovan Vladimir. Aterrorizado, gritó pidiendo ayuda pero nadie corrió a su rescate y el soldado desconocido hirió de muerte al gobernante búlgaro.
Su muerte marcó el final del Imperio búlgaro. Los hijos de Iván eran jóvenes e inexpertos e incluso los más fuertes líderes búlgaros dudaron de continuar con la resistencia. Al enterarse de la muerte del zar, Basilio II dejó Constantinopla. En Adrianópolis fue recibido por Krakra quien reconoció la autoridad bizantina. Su ejemplo fue seguido por la mayor parte de la nobleza búlgara que prometieron lealtad al emperador bizantino y renunciaron a sus fortalezas. En Serres, Krakra junto con los comandantes de 35 castillos se reunió con el emperador y se rindió, y en Strumica recibió un mensaje enviado por la zarina viuda María para negociar la rendición de la capital y del país. Basilio recompensó generosamente a los que se rindieron permitiéndoles mantener sus tierras, riquezas y títulos. La breve resistencia la continuó el hijo mayor de Iván, Presian II y sus hermanos, pero también estos se rindieron a finales de 1018.

## Legado

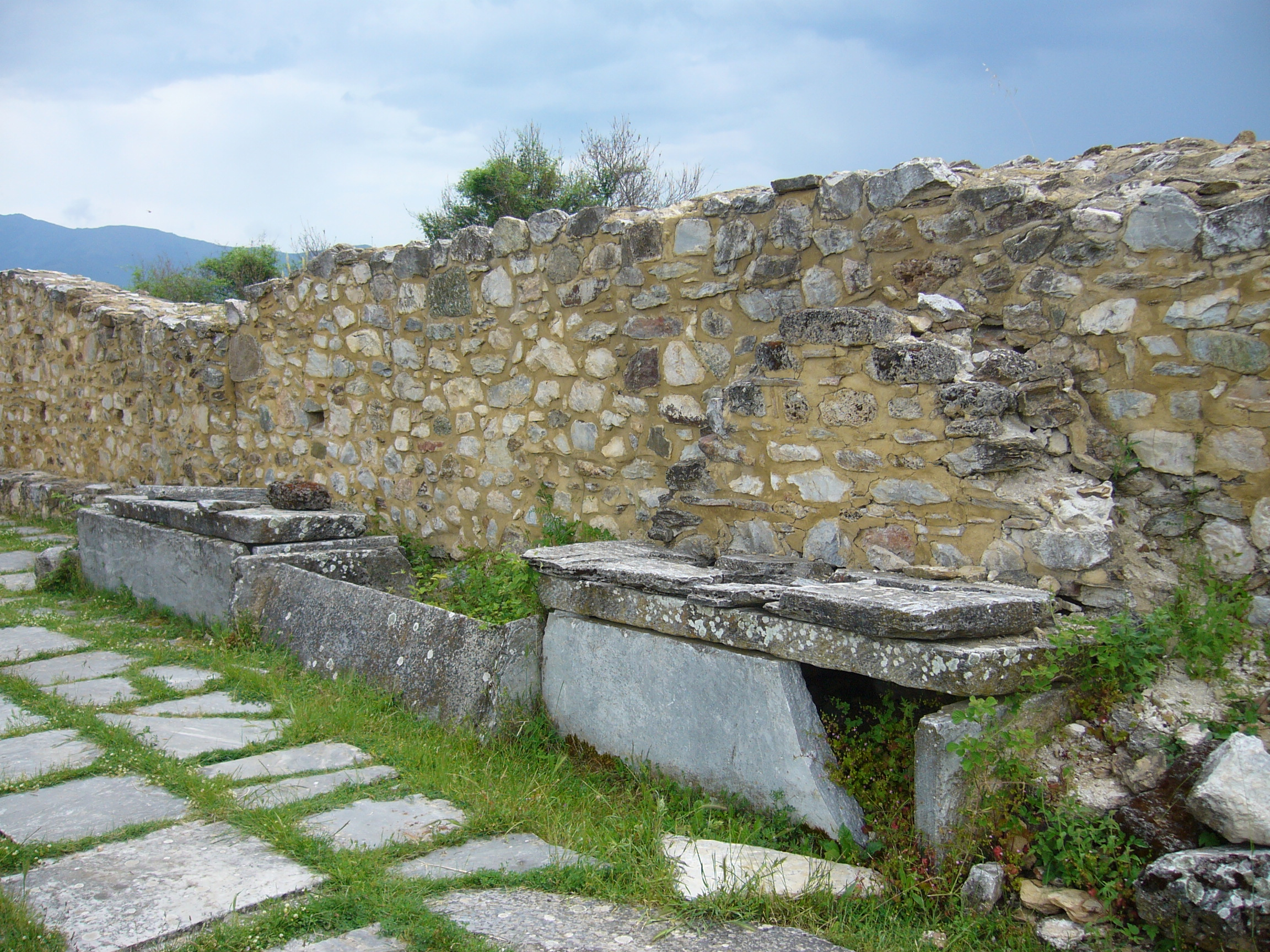
Los sarcófagos de los zares búlgaros Samuel, Gabriel Radomir e Iván Vladislav en San Aquilo, Grecia.

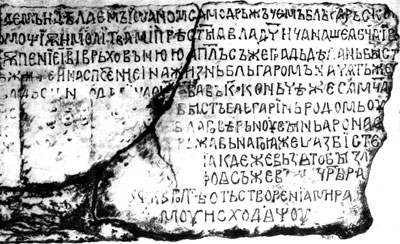
La inscripción de Bitola es una inscripción medieval de piedra escrita en antiguo eslavo eclesiástico durante el reinado de Iván Vladislav. En ella Iván es referido como «autócrata de los búlgaros», «nacido búlgaro» y también menciona que renovó la fortaleza de Bitola para «la salvación y el santuario de los búlgaros».

Más de cien años después de la muerte del zar, el historiador serbio conocido como «Preste de Doclea», escribió indignado por el asesinato de Jovan Vladimir, desde su propio punto de vista e informó que cuando el zar murió, estuvo «para siempre preso de los ángeles de Satanás». Muchos historiadores búlgaros modernos, como Vasil Zlatarski, también criticaron al zar y afirmaban que sus acciones apresuraron la caída de Bulgaria y que, en lugar de reconstruir la moral de la nación, se convirtió en un asesino y tampoco consiguió hacer frente a las intrigas y corrupción en la corte búlgara. Steven Runciman también lo criticó y señaló que cuando asesinó a Gabriel Radomir, provocó una confusión general en la que cada uno de los nobles comenzaron a cuidar de sus intereses personales pero, incluso así, le atribuye una «considerable e implacable energía».
El historiador Jordan Andreev es más favorable a Iván, y señaló que tenía sus razones para actuar como lo hizo: tenía que vengar el asesinato de su familia según las antiguas creencias paganas búlgaras pero, aun así, asesinó solamente a Gabriel y su esposa y perdonó al resto de su familia. También tuvo que oponerse a Jovan Vladimir que, además de ser el marido de uno de los parientes de Samuel, —una amenaza a su posición— también había intentado una paz por separado con los bizantinos. Según Andreev, la lucha de Iván Vladislav para defender el Estado búlgaro y su heroica muerte sirvieron para mitigar sus pecados. Andreev cita a un historiador bizantino que afirmaba que durante el reinado de Iván Vladislav, el Estado bizantino «se balanceaba, pues ese bárbaro, como Goliat, resistió a los romanos y todos estaban desesperados por aquel enemigo invencible». El historiador polaco Kazimierz Zakrzewski dedicó comentarios que simpatizan con el último gobernante del Primer Imperio búlgaro, sobre todo porque Iván consiguió mantener una guerra de guerrillas hasta su muerte.

## Descendencia
Iván Vladislav tuvo varios hijos con su esposa, María, que fue nombrada zoste patricia —dama de compañía de la emperatriz bizantina— por Basilio II. Sus descendientes, la familia bizantina de los Aaronio, comenzaron a servir al Estado bizantino como parte de la nobleza y se aliaron principalmente con la familia Comneno. Algunos de ellos alcanzaron posiciones importantes, incluyendo a Catalina que se convirtió en emperatriz cuando se casó con Isaac I Comneno. El segundo hijo, Alusian participó en la rebelión de Pedro Deljan contra los bizantinos, pero al final traicionó la causa búlgara.